# 藤田奈那
藤田奈那（1996年12月28日—）是日本女藝人，為女子偶像團體AKB48前成員，東京都出身，所屬經紀公司為ACT JP Entertainment。

## 来歴
2010年
- 3月、參加『AKB48第10期生甄選』合格。
- 6月12日、選擇審査合格。
- 6月20日、以TeamB 5th Stage「劇場的女神」公演，在AKB48劇場出道。

2012年
- 6月24日、埼玉超級競技場舉行的「仲夏的Sounds good!」全国握手会中發表昇格為正規成員。雖然成為正式成員，但先昇格Team未定，因為沒有所屬Team繼續與研究生繼續活動。[1][2]。

2015年
- 9月16日，在「AKB48家族 猜拳大會2015」取得優勝，獲得個人唱片出道的機會。
- 12月23日，前述猜拳大會的出道企劃單曲《右腳的證明》發行。

2018年
- 9月29日，在Team K「RESET」公演，宣布將從AKB48畢業。

2019年
- 1月7日，举行毕业公演，從AKB48畢業[3]。
- 1月8日，加入經紀公司ACT JP Entertainment[4]。

## 人物
- 擅長舞蹈，尤其是芭蕾舞。從小學一年級起的7年間，以成為職業芭蕾舞者（日语：バレリーナ）為目標，經常待在芭蕾舞教室或芭蕾舞團附屬的研究所練習[5]。
- 興趣是觀察偶像、觀察別人間、繪畫肖像[6]。
- 喜歡的食物是麵和肉[7]。
- 喜歡的電影是『只想告訴你』」[8]。
- 喜歡的数字是7[8]。
- 喜歡的運動是短跑。
- 喜歡的說話是「日々前進」と「死ぬ気でやれ、死なないから｣[9]。
- 喜歡的動物是白熊[8]。

### AKB48相關
- 與同期的小林茉里奈、伊豆田莉奈關係良好。
- AKB48的推選成員是阿部マリア。
- AKB48喜歡的成員是光宗薫。
- NMB48喜歡的成員是山本彩。
- 憧憬的前輩是宮澤佐江。
- SKE48的推選成員是木崎ゆりあ、松井珠理奈。
- NMB48的推選成員是山本彩、矢倉楓子。

## 个人作品

### 單曲CD
|     | 發行日期       | 單曲名稱   | 備註             |
| --- | -------------- | ---------- | ---------------- |
| 1st | 2015年12月23日 | 右腳的證明 | 個人名義出道作品 |

## AKB48參與歌曲
- 標註有「★」符號者表示該首歌曲有拍攝MV。

### 單曲CD
AKB48
|      | 發行日期       | 單曲名稱           | 參與歌曲名稱         | 名義            | 收錄於        | MV | 備註     |
| ---- | -------------- | ------------------ | -------------------- | --------------- | ------------- | -- | -------- |
| 20th | 2011年2月16日  | 變成櫻花樹         | 黃金中央人物         | Team 研究生     | 劇場盤        |    | 出道作品 |
| 21st | 2011年5月25日  | Everyday、髮箍     | Anti                 | Team 研究生     | 劇場盤        |    |          |
| 23rd | 2011年10月26日 | 風正在吹           | 蓓蕾                 | Team 4+研究生   | 劇場盤        |    |          |
| 25th | 2012年2月15日  | GIVE ME FIVE!      | 如果是榮格或佛洛伊德 | Special Girls C | 劇場盤        |    |          |
| 26th | 2012年5月23日  | 仲夏的Sounds good! | 3滴眼淚              | Special Girls   | 全版本        | ★  |          |
| 27th | 2012年8月29日  | 格子花紋           | 那一天的風鈴         | Waiting Girls   | 劇場盤        |    |          |
| 28th | 2012年10月31日 | UZA                | 破壞&重建            | Team K          | Type-K        | ★  |          |
| 29th | 2012年12月5日  | 永遠的壓力         | 我們的Reason         |                 | 劇場盤        |    |          |
| 30th | 2013年2月20日  | So long!           | 夕陽瑪麗             | Team K          | Type-K        | ★  |          |
| 31st | 2013年5月22日  | 再見自由式         | How come ?           | Team K          | Type-K        | ★  |          |
| 33rd | 2013年10月30日 | 真心電流           | 細雪的悔悟           | Team K          | Type-K        | ★  |          |
| 35th | 2014年2月26日  | 勇往直前           | 早看穿你的謊言       | Beauty Giraffes | Type-A        | ★  |          |
| 36th | 2014年5月21日  | 拉布拉多獵犬       | 你如此任性           | Team A          | Type-A        | ★  |          |
| 38th | 2014年11月26日 | 希望無限           | 順從的Slave          | Team A          | Type-A        | ★  |          |
| 42nd | 2015年12月9日  | 紅唇Be My Baby     | 姊姊的自言自語       | Team K          | Type-B        | ★  |          |
| 44th | 2016年6月1日   | 不需要翅膀         | 哀愁小號手           | Team K          | Type-C 劇場盤 | ★  |          |
| 50th | 2017年11月22日 | 11月的脚链         | 野蛮的求爱           | 舞蹈选拔        | Type-D        | ★  |          |
| 52nd | 2018年5月30日  | Teacher Teacher    | 末班電車之夜         | Team K          | Type-B        | ★  |          |

### 專輯CD
AKB48
|     | 發行日期       | 專輯名稱                     | 參與歌曲名稱      | 名義                    | 收錄於          | 備註 |
| --- | -------------- | ---------------------------- | ----------------- | ----------------------- | --------------- | ---- |
| 3rd | 2011年6月8日   | 就是在這裡                   | High school days  | Team 研究生             | 全版本          |      |
| 3rd | 2011年6月8日   | 就是在這裡                   | 就是在這裡        | AKB48+SKE48+SDN48+NMB48 | 全版本          |      |
| 4th | 2012年8月15日  | 1830m                        | 櫻桃與孤獨        | 研究生                  | 全版本          |      |
| 4th | 2012年8月15日  | 1830m                        | 藍天 不會寂寞嗎？ | AKB48+SKE48+NMB48+HKT48 | 全版本          |      |
| 5th | 2014年1月22日  | 未來軌跡                     | 共犯              | Team K                  | Type-B          |      |
| 6th | 2015年1月21日  | 這裡是羅德斯島、在這裡跳吧！ | Oh! Baby!         | Team A                  |                 |      |
| 7th | 2015年11月18日 | 0與1之間                     | 愛的使者          | Team K                  | MILLION SINGLES |      |

### 音樂合作
除了以AKB48成員的名義參與的單曲與專輯歌曲外，藤田奈那也曾參與過以下並非以AKB48名義發行的歌曲作品之演唱：
| 發行日期      | 單曲名稱     | 參與歌曲名稱         | 名義       | 備註 |
| ------------- | ------------ | -------------------- | ---------- | --- |
| 2011年5月11日 | 初戀無法結果 | 初戀無法結果         | 丸少爺姐妹 | NHK所播映的卡通影片《丸少爺》第14季的片尾曲。                                                                   |
| 2011年5月11日 | 初戀無法結果 | 蝸牛～丸少爺姊妹版～ | 丸少爺姐妹 | 由已從AKB48畢業的前成員奧真奈美以「」（奧真奈美的平假名拼音）名義所發行的《丸少爺》第13季片尾曲單曲之翻唱版本。 |

## 出演

### 電視劇
- 《馬路須加學園2》最終話（2011年7月1日，東京電視台）- 飾演 ナナ
- 《So long !》 第2話（2013年2月12日，日本電視台）

- 《AKB驚悚之夜　腎上腺素之夜》第27話「死舞」（2016年1月14日，朝日電視台） - 飾演 優子

### 舞台劇
- 2015年
  - 『Live Airline』（2015年3月4日 - 3月8日 俳優座劇場、2015年3月12日 コラニー文化ホール、2015年6月17日 北ガス文化ホール）
  - ジェットラグプロデュース『みんなのうた』（2015年5月8日 - 5月11日、紀伊國屋ホール）[10]

- 2016年
  - ジェットラグプロデュース『罠』（2016年1月8日 - 1月11日、紀伊國屋ホール）[11]
  - ウィングエンターテイメント『赤毛のアン(清秀佳人)』（2016年8月30日・8月31日：中目黒キンケロシアター、9月3日：清水テルサ、9月10日・9月11日：双葉ふれあい文化会館） - 飾演 黛安娜‧貝瑞 (ダイアナ・バリー)

- 2017年
  - MORI SHINGO × 8人のFOXY GIRLS……!!『ダンスカンタービレ』（2017年5月18日 - 5月21日、博品館劇場）[12][13]
  - ジェットラグプロデュース『終わらない世界』（2017年11月29日 - 12月3日、紀伊國屋ホール）[14]

- 2018年
  - 劇団れなっち『ロミオとジュリエット（羅密歐與茱麗葉）』（2018年5月9日 - 5月13日、AiiA 2.5 Theater Tokyo） - 飾演 羅密歐（黑組）[15][16]
  - 森新吾presents『ダンスカンタービレ 2018』（2018年12月12日 - 12月16日、博品館劇場）[17]

## 備註
1. ↑  ＡＫＢ昇格に伊豆田莉奈ら６人を発表 （页面存档备份，存于） - 日刊スポーツ
2. ↑  小林茉里奈 （页面存档备份，存于） - 本人オフィシャルGoogle+
3. ↑  . 日刊スポーツ. 2019-01-08  [2019-01-08]. （原始内容存档于2020-08-07） （日语）.
4. ↑  . アクト☆ジェーピー　所属出演情報　ACT JPエンターテイメント株式会社. 2019-01-08  [2019-01-08] （日语）.
5. ↑  藤田奈那 投稿 （页面存档备份，存于） - Google+（2012年3月20日）
6. ↑   FLASH SPECAIL 2011年5月1日増刊号『まるっとAKB48スペシャル』より
7. ↑  「シアターの女神」(12期研究生お披露目)公演MC(2011年5月22日)より
8. 1 2 3  『BOMB』(2011年1月号)より
9. ↑  藤田奈那 （页面存档备份，存于） - 本人オフィシャルGoogle+
10. ↑  . ジェットラグ オフィシャルブログ. 2015-03-17. （原始内容存档于2018-10-04） （日语）.
11. ↑  . ジェットラグ オフィシャルブログ. 2015-08-05. （原始内容存档于2020-08-12） （日语）.
12. ↑  . ステージナタリー (ナターシャ). 2017-03-06. （原始内容存档于2019-10-17） （日语）.
13. ↑  . 銀座 博品館劇場. （原始内容存档于2018-03-24） （日语）.
14. ↑  . WEBRONZA (朝日新聞社).   [2017年8月5日]. （原始内容存档于2020年8月11日） （日语）.
15. ↑  . モデルプレス (ネットネイティブ).   [2018年5月9日]. （原始内容存档于2019年5月10日） （日语）.
16. ↑  . （原始内容存档于2020-02-23） （日语）.
17. ↑  . 銀座 博品館劇場. （原始内容存档于2018-10-04） （日语）.

## 外部鏈結
- ACT JP Entertainment 官網個人介紹頁 （页面存档备份，存于）

- 藤田奈那的X（前Twitter）
- 藤田奈那的Instagram帳戶
- AKB48 藤田奈那 官方部落格「七色」 （页面存档备份，存于）